# Christoph Ernst Friedrich Weyse
Christoph(er) Ernst Friedrich Weyse (Altona, 5 de març de 1774 – Copenhaguen, 8 d'octubre de 1842) va ser un compositor danès.
Va néixer a Altona, ara en territori alemany, però danès en el moment del naixement del compositor. Va estudiar música amb Johann Abraham Peter Schulz a Copenhaguen. El 1794, va ser nomenat organista de l'Església Reformada a la mateixa ciutat i va ocupar el mateix càrrec a la Catedral de Nostra Senyora de Copenhaguen després de 1805. El 1819, va ser nomenat compositor de la cort. Entre altres alumnes va tenir el seu conciutadà Cornelius Gurlitt.
És conegut, principalment, per les seves obres vocals, que inclou nombrosos singspiel, un arranjament del Te Deum i del Miserere, una cantata i, sobretot, pels seus lieder sobre poemes de Matthias Claudius, Johann Heinrich Voss i Ludwig Christoph Heinrich Hölty. També va compondre set simfonies i nombroses peces per a piano sol.